# Gretatjärnen, Lappland
Gretatjärnen är en sjö i Storumans kommun i Lappland och ingår i Umeälvens huvudavrinningsområde.